# 한지 뮐러
한스 페터 "한지" 뮐러(독일어: Hans Peter "Hansi" Müller, 1957년 7월 27일, 바덴-뷔르템베르크 주 슈투트가르트 ~)는 독일의 전직 축구 선수로, 현역 시절 미드필더로 활약했다. 그의 부모 둘 모두 다뉴브 슈바브인들(Donauschwaben)로, 제2차 세계 대전 후 유고슬라비아에 잔류했다. 그의 부친은 바츠카 팔란카 출신이며, 모친은 인지야 출신인데, 두 곳 모두 현재 세르비아 땅 보이보디나 안에 있다.

## 클럽 경력
뮐러는 슈투트가르트에서 신고식을 치렀다. 1982년 월드컵 후, 그는 이탈리아로 건너가 인테르나치오날레에서 2년을 보냈고, 이후 코모에서 1년 머물렀다.
1985년, 그는 오스트리아로 이주해 스바로프스키 티롤에 입단했고, 1990년에 은퇴했다.

## 국가대표팀 경력
뮐러는 1978년에 국가대표팀 첫 경기를 치렀다. 슈투트가르트 시절, 뮐러는 유로 1980에 22세의 나이로 서독 선수단 일원으로 참가했고, 1978년 월드컵에서도 4경기에 선발로 나서며 국제 무대에서 활약했다. 유로 1980은 뮐러의 국가대표팀 전성기였는데, 서독은 이 대회를 우승했다. 그는 1982년 월드컵에서 부진한 활약을 펼치고도, 이탈리아 리그에서 활약하고도, 이듬해 42번째이자 마지막 국가대표팀 경기를 치렀다. 그는 국가대표팀에서 총 5골을 기록했다.

## 은퇴 후
뮐러는 2006년 월드컵 당시 슈투트가르트의 공식 홍보 대사였고, 유로 2008 당시에는 인스브루크 홍보 대사였다.

## 경기 방식
뮐러는 우아한 플레이메이커 미드필더로, 주로 중원을 맡았다. 그는 영리한 공넘김과 다재다능한 왼발을 뽑냈고, 휘어잡는 존재감과, 중원에서의 지도자적 역량으로도 주목받았다.

## 수상

### 클럽
스바로프스키 티롤
- 오스트리아 분데스리가: 1988–89, 1989–90
- ÖFB 컵: 1987–88

### 국가대표팀
서독
- 유럽 선수권 대회: 1980
- 월드컵 준우승: 1982

### 개인
- "키커" 분데스리가 올해의 선수단: 1979–80, 1980–81[8][9]
- 유럽 축구 선수권 대회의 선수단: 1980[4]
- 브라보상: 1980[10]